# Кортунов Олексій Кирилович
Олексій Кирилович Кортунов (28 березня 1907, місто Новочеркаськ, тепер Ростовської області, Російська Федерація — 18 листопада 1973, місто Москва) — радянський державний діяч, міністр газової промисловості СРСР, міністр будівництва підприємств нафтової і газової промисловості СРСР. Кандидат у члени ЦК КПРС у 1961—1973 роках. Депутат Верховної Ради СРСР 6—8-го скликань. Герой Радянського Союзу (24.03.1945)

## Життєпис
Народився в багатодітній бідній родині робітника-залізничника. З 1915 до 1922 року навчався в Новочеркаському міському початковому училищі. У 1922—1926 роках навчався в Новочеркаській індустріальній професійно-технічній школі, був учнем слюсаря. У 1925 році вступив до комсомолу.
У 1926—1927 роках — кочегар паровоза, помічник машиніста залізничного депо. 
З 1927 до 1931 року навчався в Північно-Кавказькому інституті водного господарства та меліорації в Новочеркаську, з 1931 до 1933 року — в аспірантурі Всесоюзного науково-дослідного інституту гідротехніки і меліорації в Москві.
З 1933 по 1936 рік працював на будівництві металургійного комбінату «Азовсталь» в місті Маріуполі Донецької області: майстер, виконавець робіт (виконроб), бригадир слюсарно-механічної бригади (1933—1934), помічник головного механіка доменного цеху (1934), начальник розливної машини (1934—1936).
З 1936 року працював в будівельному тресті № 18 на будівництві об'єктів Центрального аерогідродинамічного інституту (ЦАГІ) в Раменському районі Московської області: інженер-механізатор, начальник будівництва блоку великих аеродинамічних труб, начальник будівництва льотно-дослідницького інституту.
Член ВКП(б) з 1939 року.
У Червоній армії з 1941 року. З 1941 по 1942 рік навчався на Військово-інженерних курсах РСЧА. Учасник німецько-радянської війни. З 1942 року — начальник інженерної служби 134-ї стрілецької дивізії РСЧА. З березня 1943 по 1945 рік — командир 629-го стрілецького полку 134-ї стрілецької дивізії 69-ї армії 1-го Білоруського фронту.
Указом Президії Верховної Ради СРСР від 24 березня 1945 року за вміле командування полком, зразкове виконання бойових завдань командування і проявлені при цьому геройство і мужність полковнику Кортунова Олексію Кириловичу присвоєно звання Героя Радянського Союзу з врученням ордена Леніна і медалі «Золота Зірка».
З липня 1945 року — начальник військового відділу Радянської окупаційної військової адміністрації землі Тюрингія в Німеччині. З вересня 1948 року — в запасі.
У 1948—1950 роках — начальник Туймазинського територіально-будівельного управління Головнафтогазбуду при Раді міністрів СРСР.
У 1950—1953 роках — заступник міністра нафтової промисловості СРСР.
У 1953—1954 роках — начальник Головного управління із будівництва в східних районах, у 1954—1955 роках — начальник Головного управління нафтопромислового будівництва Міністерства нафтової промисловості СРСР.
У лютому — 25 травня 1955 року — заступник міністра будівництва підприємств нафтової промисловості СРСР.
25 травня 1955 — 10 травня 1957 року — міністр будівництва підприємств нафтової промисловості СРСР.
У травні 1957 — березні 1963 року — начальник Головного управління газової промисловості при Раді міністрів СРСР (одночасно у жовтні 1961 — березні 1963 року — міністр СРСР).
У березні 1963 — 2 жовтня 1965 року — голова Державного виробничого комітету із газової промисловості СРСР — міністр СРСР.
2 жовтня 1965 — 20 вересня 1972 року — міністр газової промисловості СРСР.
20 вересня 1972 — 18 листопада 1973 року — міністр будівництва підприємств нафтової і газової промисловості СРСР.
Помер 18 листопада 1973 року після важкої, тривалої хвороби. Похований в місті Москві на Новодівочому цвинтарі.

## Військове звання
- полковник

## Нагороди
- Герой Радянського Союзу (24.03.1945)
- чотири ордени Леніна (24.03.1945, 2.04.1957, 1.07.1966, 25.08.1971)
- два ордени Червоного Прапора (19.03.1943, 21.05.1945)
- орден Суворова ІІІ ст. (25.08.1944)
- орден Олександра Невського (13.10.1943)
- орден Праці (Чехословаччина) (26.06.1967)
- Хрест Хоробрих (Польща) (1945)
- медалі